# Байсарово
Байсарово (баш. Байсар) — деревня в Янаульском районе Республики Башкортостан Российской Федерации. Входит в состав Воядинского сельсовета.

## География

### Географическое положение
Деревня расположена в северо-западной части района, у истока речки Средний Быргат. Расстояние до:
- районного центра (Янаул): 41 км,
- центра сельсовета (Вояды): 13 км,
- ближайшей ж/д станции (Янаул): 41 км.

## История
Деревня возникла предположительно в конце XIX — начале XX века. По переписи 1920 года в ней было 115 дворов и 542 человека (271 мужчина, 271 женщина).
К 1926 году деревня была передана из Уральской области в состав Янауловской волости Бирского кантона Башкирской АССР.
Во время Великой Отечественной войны действовал колхоз имени Шмидта.
В 1982 году проживало около 90 человек.
В 1989 году — 50 человек (21 мужчина, 29 женщин).
В 2002 году — 22 человека (10 мужчин, 12 женщин), башкиры (73 %) и татары (27 %).
В 2010 году — 5 человек (2 мужчины, 3 женщины).

## Население
| 2002 | 2009 | 2010 |
| ---- | ---- | ---- |
| 22   | ↘17  | ↘5   |